# Нойнкирх
Нойнкирх (нем. Neunkirch) — коммуна в Швейцарии, в кантоне Шаффхаузен. 
Население составляет 1828 человек (на июнь 2008 года). Официальный код — 8213.

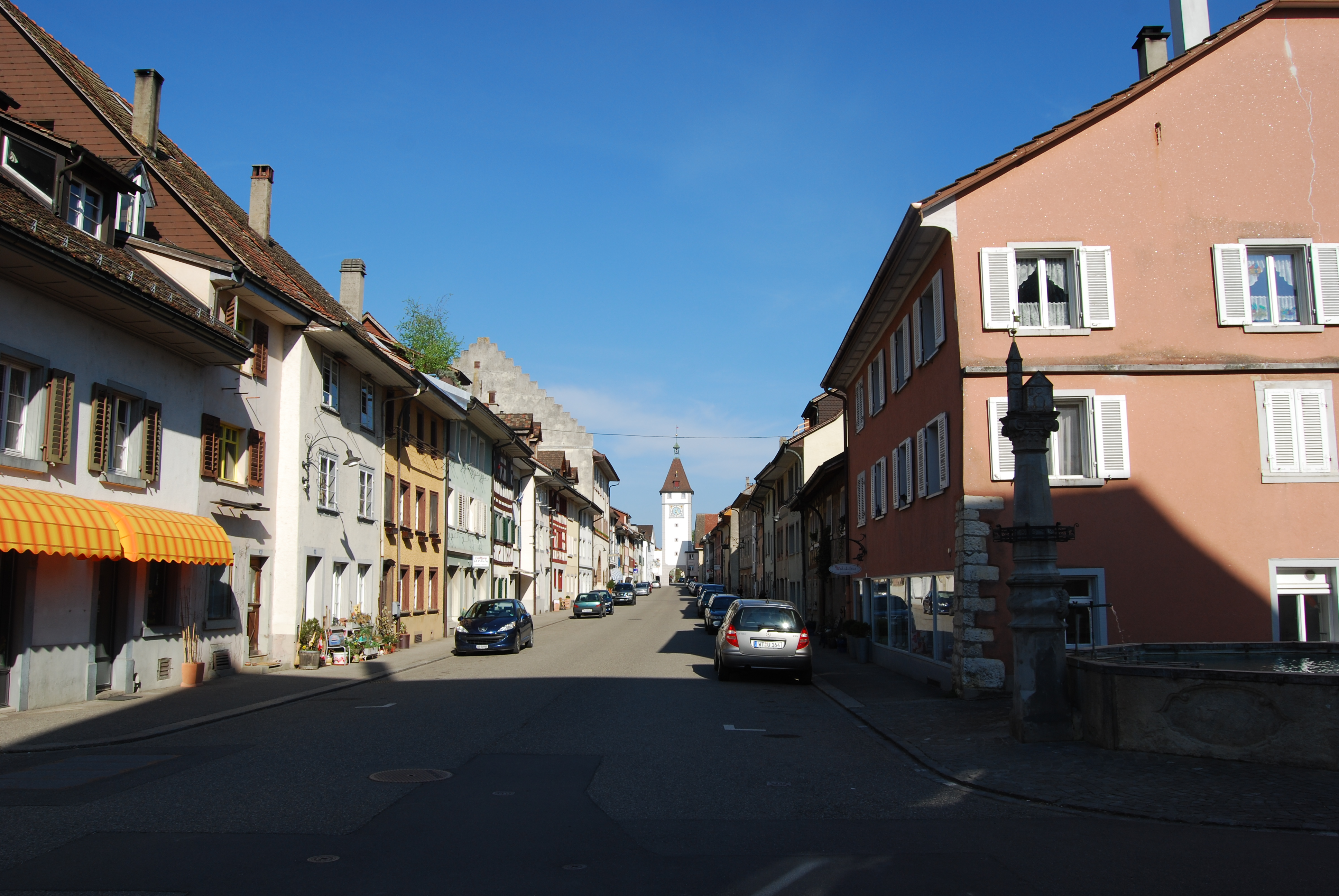
Нойнкирх